# RFactor
rFactor è un videogioco di simulazione di corse automobilistiche, progettato con la possibilità di riprodurre ogni tipo di veicolo a quattro ruote, dalle city-car alle monoposto da competizione. rFactor ambisce ad essere la simulazione più accurata in assoluto e, per questo, include dei complessi modelli di simulazione delle ruote e dell'aerodinamica e un motore fisico con 15 gradi di libertà.
Altre due caratteristiche fondamentali di rFactor sono un codice per il multiplayer particolarmente curato, per permettere gare "ruota a ruota" anche con 30 veicoli in pista, e un'architettura "aperta", per poter modificare il gioco aggiungendo vetture, piloti, circuiti, caschi e serie automobilistiche.
rFactor è sviluppato dalla Image Space Incorporated (ISI), che si è occupata di simulatori di corse automobilistiche sin dai primi anni novanta, sia in ambito commerciale che militare. Il loro lavoro precedente è stato F1 Challenge '99-'02, pubblicato dalla EA Sports.

## Disponibilità di add-on e mod
L'architettura aperta del simulatore ha reso possibile alla comunità degli utenti di realizzare circuiti e veicoli non inseriti nel gioco originale.
I circuiti disponibili sono oltre 500 ed in continua evoluzione, mentre le auto (mod) oltre 1000, anch'essi soggetti ad aggiornamenti.

## Strutturazione aperta
rFactor è facilmente modificabile, e per rendere più facile la modifica di parametri e impostazioni sono presenti alcuni files plaintext che contengono parametri così strutturati:
Parametro="Valore", alcuni di questi files di configurazione hanno l'estensione modificata per essere più facilmente accessibili. Si individuano diversi tipi di files:
- .hdv contenenti specifiche relative al telaio.
- Upgrades.ini contenenti varie modificazioni alla dinamica del veicolo che possono essere abilitate dal menù di gioco.
- .tbc contiene le curve di aderenza degli pneumatici, anteriori e posteriori.
- engine.ini oltre a contenere le curve di coppia contiene altri dati importanti: il consumo di carburante ed il raffreddamento del motore, ecc.
- .rfm fornisce informazione sui veicoli e i vari campionati, permettendo di creare stagioni di gara.

## Lista auto
Le auto inizialmente presenti nel simulatore sono per lo più prive di licenza ufficiale, ma ne esistono alcune che ne sono provviste.
- BMW Sauber F1.07
- Dallara F191
- Ferrari F2007
- McLaren MP4/22
- Panoz Esperante GTLM
- Red Bull RB3
- Renault R24
- Renault RS01